# Nancy Heppner
Pour les articles homonymes, voir Heppner (homonymie).
Nancy Heppner (née en 1971) est une femme politique provinciale canadienne de la Saskatchewan. Elle représente les circonscriptions de Martensville et de Martensville-Warman à titre de députée du Parti saskatchewanais de 2007 à 2020.

## Biographie
Née à Swift Current en Saskatchewan, Heppner étudie à l'Université de la Colombie-Britannique. Heppner entame une carrière politique en faisant du porte-à-porte pour son père et député Ben Heppner en 1995.
En 2000, elle devient assistante parlementaire de la députée fédérale Carol Skelton. Elle est promue coordonnatrice de la période des questions pour Stephen Harper jusqu'en 2005.
Elle fait le saut en politique provinciale lorsque son père décède d'un cancer en 2006 et qu'elle est élue lors d'une élection partielle le 5 mars 2007.